# 1909 v loďstvech
Tento článek obsahuje významné události v oblasti loďstev v roce 1909.

## Lodě vstoupivší do služby
- únor –  Ernest Renan – pancéřový křižník
- únor –  HMS Bellerophon – bitevní loď třídy Bellerophon
- květen –  HMS Superb a HMS Temeraire – bitevní loď třídy Bellerophon
- květen –  HMS St. Vincent – bitevní loď třídy St. Vincent
- 1. října –  SMS Nassau – bitevní loď třídy Nassau
- 1. října –  SMS Blücher – pancéřový křižník (samostatná jednotka)
- 16. listopadu –  SMS Westfalen – bitevní loď třídy Nassau